# Arcs de Rome
| Plan intemporel de la Rome antique |
| --- |
| Arc d'Arcadius, Honorius et Théodose · Arc de Fabius · Arc d'Auguste · Arc de Claude I · Arc de Claude II · Arc de Constantin · Arc de Dolabella et Silanus · Arc de Drusus I · Arc de Drusus II · Arc de Drusus III · Arc de Gallien · Arc de Germanicus · Arc de Gratien · Arc de Septime Sévère II · Arc de Janus · Arc de Lentulus et Crispinus · Arc de Marc-Aurèle · Arc de Néron · Arc Nouveau · Arc d'Octave · Arc de la Piété · Arc de Scipion l'Africain · Arc de Septime Sévère I · Arc de Tibère I · Arc de Tibère II · Arc de Titus I · Arc de Titus II |
| Localisation de quelques arcs dans la Rome antique. Passer la souris sur les points pour afficher le nom de l'arc. |
| Arc d'Arcadius, Honorius et Théodose · Arc de Fabius · Arc d'Auguste · Arc de Claude I · Arc de Claude II · Arc de Constantin · Arc de Dolabella et Silanus · Arc de Drusus I · Arc de Drusus II · Arc de Drusus III · Arc de Gallien · Arc de Germanicus · Arc de Gratien · Arc de Septime Sévère II · Arc de Janus · Arc de Lentulus et Crispinus · Arc de Marc-Aurèle · Arc de Néron · Arc Nouveau · Arc d'Octave · Arc de la Piété · Arc de Scipion l'Africain · Arc de Septime Sévère I · Arc de Tibère I · Arc de Tibère II · Arc de Titus I · Arc de Titus II |

Cette liste des arcs de Rome recense les principaux monuments romains présentant des caractéristiques propres aux arcs de triomphe romains, érigés durant l'Antiquité à Rome, en Italie.

## Caractéristiques
Les arcs de Rome (arcus en latin) sont de grands monuments de formes carrés ou rectangulaires. Ce type de construction est adopté par les Romains pour remplacer la colonne ou le piédestal ordinaire comme base pour les statues et les insignes honorifiques. Au fil du temps, la voûte elle-même est parfois devenue plus importante que ce qu'elle soutient, mais ce n'est probablement pas le cas à l'origine.
Ces arcs de triomphe sont des ouvrages d'art célébrant une victoire ou une série de victoires. Ils se composent d'un ou de plusieurs passages dans un massif de maçonnerie, surmontés d'un entablement et d'un attique. Ces ouvrages sont inaugurés dans la Rome antique. Chacun est dédié à un général victorieux ou à un empereur. Ils sont généralement placés à l'entrée des villes mais à Rome, ils peuvent être placés au cœur même de la ville, au milieu des places, des forums, pour soutenir un aqueduc ou encore en tant que portes du mur servien ou du mur d'Aurélien.

## Liste
Le tableau suivant recense les principaux arcs antiques construits à Rome.
| Nom                                                                              | Type                                                   | Région                                                 | Ordonné par                                                      | Dates                      | Coordonnées                       | Images |
| -------------------------------------------------------------------------------- | ------------------------------------------------------ | ------------------------------------------------------ | ---------------------------------------------------------------- | -------------------------- | --------------------------------- | ------ |
| Arc d'Arcadius, Honorius et Théodose Arcus Arcadii Honorii et Theodosii          | Voûte unique                                           | Regio IX, Champ de Mars                                | Sénat romain                                                     | 405 ap. J.-C.              | 41° 54′ 06″ nord, 12° 27′ 48″ est |        |
| Arc d'Auguste Arcus Augusti                                                      | Une voûte puis trois passages (un voûté et deux plats) | Regio VIII, Forum Romain                               | Sénat romain                                                     | 29 et 19 av. J.-C.         | 41° 53′ 31″ nord, 12° 29′ 10″ est |        |
| Arc de Claude Arcus Claudii                                                      | Voûte unique, arcade d'aqueduc                         | Regio IX, Champ de Mars                                | Claude                                                           | 46 ap. J.-C.               | 41° 54′ 04″ nord, 12° 28′ 58″ est |        |
| Arc de Claude Arcus Claudii                                                      | Voûte unique, arcade d'aqueduc                         | Regio VII, Champ de Mars                               | Claude                                                           | Entre 51 et 52 ap. J.-C.   | 41° 53′ 58″ nord, 12° 28′ 52″ est |        |
| Arc de Constantin Arcus Constantini                                              | Trois passages, voûtes latérales plus petites          | Regio II, Voie triomphale                              | Constantin Ier                                                   | 315 ap. J.-C.              | 41° 53′ 23″ nord, 12° 29′ 27″ est |        |
| Arc de Dolabella et Silanus Arcus Dolabellae et Silani                           | Voûte unique (?)                                       | Regio II, Caelius                                      | Publius Cornelius Dolabella, Caius Junius Silanus                | 10 ap. J.-C.               | 41° 53′ 04″ nord, 12° 29′ 39″ est |        |
| Arc de Drusus Arcus Drusi                                                        | Voûte unique, extension de la porta Appia              | Regio XII, Via Appia                                   | Sénat romain                                                     | 9 av. J.-C.                | 41° 52′ 26″ nord, 12° 30′ 05″ est |        |
| Arc de Drusus Arcus Drusi                                                        | Voûte unique                                           | Regio VIII, Forum d'Auguste                            | Tibère                                                           | 19 ap. J.-C.               | 41° 53′ 40″ nord, 12° 29′ 13″ est |        |
| Arc de Drusus Arcus Drusi                                                        | Voûte unique (?)                                       | Regio VIII, Forum Romain ou Regio IX, Circus Flaminius | Sénat romain                                                     | 23 ap. J.-C.               | 41° 53′ 33″ nord, 12° 29′ 04″ est |        |
| Arc de Fabius Fornix Fabiorum                                                    | Voûte unique (?), fornix                               | Regio VIII, Forum Romain                               | Quintus Fabius Maximus                                           | 121 av. J.-C.              | 41° 53′ 31″ nord, 12° 29′ 11″ est |        |
| Arc de Gallien Arcus Gallieni                                                    | Passage triple, voûtes latérales plus petites          | Regio V, Esquilin                                      | Marcus Aurelius Victor                                           | 262 ap. J.-C.              | 41° 53′ 45″ nord, 12° 30′ 05″ est |        |
| Arc de Germanicus Arcus Germanici                                                | Voûte unique (?)                                       | Regio IX, Circus Flaminius                             | Sénat romain                                                     | 19 ap. J.-C.               | 41° 53′ 32″ nord, 12° 28′ 43″ est |        |
| Arc de Gratien, Valentinien et Théodose Arcus Gratiani Valentiniani et Theodosii | Voûte unique, intégrée au mur d'Aurélien               | Regio IX, Pont Ælius                                   | Gratien, Valentinien II, Théodose Ier                            | Entre 379 et 383 ap. J.-C. | 41° 54′ 06″ nord, 12° 27′ 59″ est |        |
| Arc de Janus Janus Quadrifrons                                                   | Tétrapyle de grande taille                             | Regio VIII, Vélabre                                    | Constance II                                                     | 356 ap. J.-C.              | 41° 53′ 22″ nord, 12° 28′ 58″ est |        |
| Arc de Lentulus et Crispinus Arcus Lentuli et Crispini                           | Voûte unique (?)                                       | Regio XII, Entre le Vélabre et l'Aventin               | Titus Quinctius Crispinus Sulpicianus, Lucius Cornelius Lentulus | 2 ap. J.-C.                | 41° 53′ 12″ nord, 12° 28′ 48″ est |        |
| Arc de Marc Aurèle Arcus Marcus Aurelii                                          | Voûte unique (?)                                       | Regio IX, Entre le Champ de Mars et le Forum Romain    | Marc Aurèle                                                      | 176 ap. J.-C.              | 41° 53′ 40″ nord, 12° 29′ 03″ est |        |
| Arc de Néron Arcus Neronis                                                       | Voûte unique (?)                                       | Regio VIII, Capitole, Asylum                           | Néron                                                            | Entre 58 et 62 ap. J.-C.   | 41° 53′ 36″ nord, 12° 28′ 59″ est |        |
| Arc Nouveau Arcus Novus                                                          | Voûte unique (?)                                       | Regio VII, Champ de Mars                               | Dioclétien                                                       | Entre 303 et 304           | 41° 53′ 55″ nord, 12° 28′ 53″ est |        |
| Arc d'Octave Arcus Octavii                                                       | Voûte unique (?)                                       | Regio X, Palatin                                       | Auguste                                                          | 28 av. J.-C.               | 41° 53′ 19″ nord, 12° 29′ 08″ est |        |
| Arc de la Piété Arcus Pietatis                                                   | Voûte unique (?)                                       | Regio IX, Champ de Mars                                | Auguste (?)                                                      | 29 av. J.-C. (?)           | 41° 53′ 55″ nord, 12° 28′ 37″ est |        |
| Arc de Scipion l'Africain Fornix Scipionis                                       | Voûte unique, fornix                                   | Regio VIII, Capitole                                   | Scipion l'Africain                                               | 190 av. J.-C.              | 41° 53′ 34″ nord, 12° 28′ 58″ est |        |
| Arc de Septime Sévère Arcus Septimii Severi                                      | Un seul passage, plafond plat                          | Regio VIII, Forum Boarium                              | Banquiers, négociants en viande                                  | 204 ap. J.-C.              | 41° 53′ 22″ nord, 12° 28′ 59″ est |        |
| Arc de Septime Sévère Arcus Septimii Severi                                      | Trois passages, voûtes latérales plus petites          | Regio VIII, Forum Romain                               | Septime Sévère                                                   | 203 ap. J.-C.              | 41° 53′ 34″ nord, 12° 29′ 05″ est |        |
| Arc de Tibère Arcus Tiberii                                                      | Voûte unique (?)                                       | Regio VIII, Forum Romain                               | Tibère                                                           | 16 ap. J.-C.               | 41° 53′ 32″ nord, 12° 29′ 03″ est |        |
| Arc de Tibère Arcus Tiberii                                                      | Voûte unique (?)                                       | Regio IX, Champ de Mars                                | Claude                                                           | Milieu du Ier siècle       | 41° 53′ 42″ nord, 12° 28′ 26″ est |        |
| Arc de Titus Arcus Titi                                                          | Voûte unique                                           | Regio VIII, Velia                                      | Domitien                                                         | 81 ap. J.-C.               | 41° 53′ 27″ nord, 12° 29′ 19″ est |        |
| Arc de Vespasien et Titus Arcus Vespasiani et Titi                               | Arc à trois passages                                   | Regio XI, Circus Maximus                               | Sénat romain                                                     | 81 ap. J.-C.               | 41° 53′ 04″ nord, 12° 29′ 19″ est |        |